# Glimke 2b
Das Gebäude Glimke 2b ist ein mit der Nummer 182 in die Denkmalliste der Stadt Bad Salzuflen im nordrhein-westfälischen Kreis Lippe in Deutschland eingetragenes Baudenkmal.
Die Eintragung erfolgte am 29. Mai 1996; Grundlage für die Aufnahme in die Denkmalliste ist das Denkmalschutzgesetz Nordrhein-Westfalens (DSchG NRW).

## Lage
Das 1826 errichtete Fachwerk-Bauernhaus steht im Bad Salzufler Ortsteil Wüsten, etwa 900 Meter nördlich der Wüstener Ortsmitte, im Tal der Glimke.
Mit der Eingemeindung Wüstens nach Bad Salzuflen und der Vergabe von Straßennamen bekam das Grundstück „Unterwüsten Nr. 19“ die neue Anschrift „Glimke 2b“.
Auf demselben Areal, etwas östlicher, steht das ebenfalls als Baudenkmal ausgewiesene Haus „Glimke 2“.

## Beschreibung
Bei dem Baudenkmal handelt es sich um ein Vierständerhaus auf Natursteinsockel mit Ziegelstein-Ausfachungen, gedecktem Satteldach und einem auf profilierten Balkenköpfen zweifach vorkragendem Wirtschaftsgiebel. Der Dachstuhl ist als Hochsäulenkonstruktion mit Kehlbalkenlage ausgeführt.
Die Torbogeninschrift des Bauernhauses lautet:

„ANNO 1826 den 15TEN JLIUS HABEN HERMANN FRIEDRICH STURHAN UND LOUISE
HENRIETTE SCHALKS DIESES HAUS LASSEN BAUEN D. (durch) M. JH. H.B. DEPPE“

Der zweigeschossige unterkellerte Wohnteil kragt ebenfalls zweifach vor. Die rechte Traufseite wurde um 1900 mit einem nicht denkmalwerten kleinen Ziegelsteinanbau versehen.
Die mit Sandsteinplattenboden versehene ehemalige Durchgangsdeele ist mit geschweiften Kopfbändern zur Aussteifung der Ständer-Deckenbalkenkonstruktion versehen. Beidseitig der Deele sind die Raumstrukturen mit Speicherräumen über den Ställen, sogenannten Hillen, erhalten.

## Baudenkmal
Der stattliche Vierständerbau ist bedeutend für die Stadt Bad Salzuflen, insbesondere den Stadtteil Wüsten und die Entwicklung der landwirtschaftlichen Lebens-, Arbeits- und Produktionsverhältnisse. Er ermöglicht, eine anschauliche Vorstellung der Funktionsabläufe in einem großen Bauernhaus seit der ersten Hälfte des 19. Jahrhunderts und veranschaulicht das Leben und Arbeiten unter einem Dach mit dem Vieh.
An der Erhaltung und Nutzung gemäß § 2.1 DSchG NW besteht daher aus wissenschaftlichen, insbesondere ortshistorischen und volkskundlichen-hauskundlichen Gründen ein öffentliches Interesse. Volkskundliche Gründe werden angeführt, weil an diesem Objekt das Leben einer bäuerlichen Familie seit dem frühen 19. Jahrhundert nachvollziehbar wird, und weil das Gebäude Auskunft gibt über den Brauch, über dem Torgestell Inschriften anzubringen. Hauskundliche Gründe werden darüber hinaus angeführt für das öffentliche Erhaltungsinteresse, weil dieses Fachwerkhaus Auskunft gibt über den Stand der Verzimmerungstechnik der Bauzeit.